# Ulrike Holzner
Ulrike Holzner (Mainz, 18 september 1968) is een bobsleeër en atleet uit Duitsland.
Op de Olympische Winterspelen van Salt Lake City in 2002 behaalde Holzner een zilveren medaille op de tweemansbob.
In 2003 behaalde ze een zilveren medaille met Sandra Prokoff op de wereldkampioenschappen tweemansbob in Winterberg.
- Gemeinsame Normdatei: 1161380426
- World Athletics: 14278110
- Virtual International Authority File: 1042152988198612790002